# Ren Yamamoto (fotbollsspelare född 1997)
Ren Yamamoto (山本 蓮 Yamamoto Ren?), född 13 maj 1997 i Kyoto prefektur, är en japansk fotbollsspelare.
Yamamoto började sin karriär 2016 i Gainare Tottori.